# Henri Alain-Fournier
Henri Alain-Fournier (egentligen Henri Alban-Fournier), född 3 oktober 1886 i La Chapelle-d'Angillon, Cher, död 22 september 1914 i Les Éparges, Meuse, var en fransk författare.
Alain-Fournier fullbordade endast en roman, Le grand Meaulnes (1913). Den franska filmen Möte med livet (originaltitel Le grand Meaulnes) från 1967 är baserad på romanen.
Han stupade i Les Éparges vid fronten under det första världskrigets andra månad.